# Feröer
Feröer (más néven Feröer szigetek; feröeriül: Føroyar, dánul: Færøerne)  vulkáni eredetű szigetcsoport az Atlanti-óceán északi részén, nagyjából félúton Norvégia, Skócia és Izland között.
Neve magyarul Juh-szigeteket jelent. A Feröer alak a magyar nyelvben a német Färöer alapján alakult ki és honosodott meg, ám vannak javaslatok, amelyek az eredeti kiejtéshez közelebb álló Förojart javasolják használni.
Feröer a középkor óta lakott, a Dán Királysághoz tartozik, de 1948 óta széles körű autonómiával rendelkezik. Parlamentje, a Løgting az egyik legrégebbi a világon, emellett két képviselőt delegál a dán parlamentbe is. Dániával ellentétben nem tagja az Európai Uniónak. Az Északi Tanács keretei között együttműködik a skandináv államokkal, és különösen szoros kapcsolatokat ápol Izlanddal, Grönlanddal és Shetlanddal.
A szigetcsoport területe 1395,74 km²; népessége 54 149 fő (2023. jan. 1.). 18 szigete egy kivétellel mind lakott. Fővárosa és legnagyobb városa Tórshavn. A gazdaság alapja a 19. század óta a halászat és halfeldolgozás, de a juhtenyésztés és gyapjúfeldolgozás is komoly hagyományokkal rendelkezik.

## Földrajz
Feröer az északi szélesség 62° és nyugati hosszúság 7°-nál, az Atlanti-óceán északi részén fekszik. Az Északi-Atlanti-óceán veszi körül, tőle északra kezdődik a Norvég-tenger. Tőle délre Skócia, keletre Norvégia, északnyugatra pedig Izland fekszik. A legközelebbi lakott terület a mintegy 300 km-re délre található Shetland.

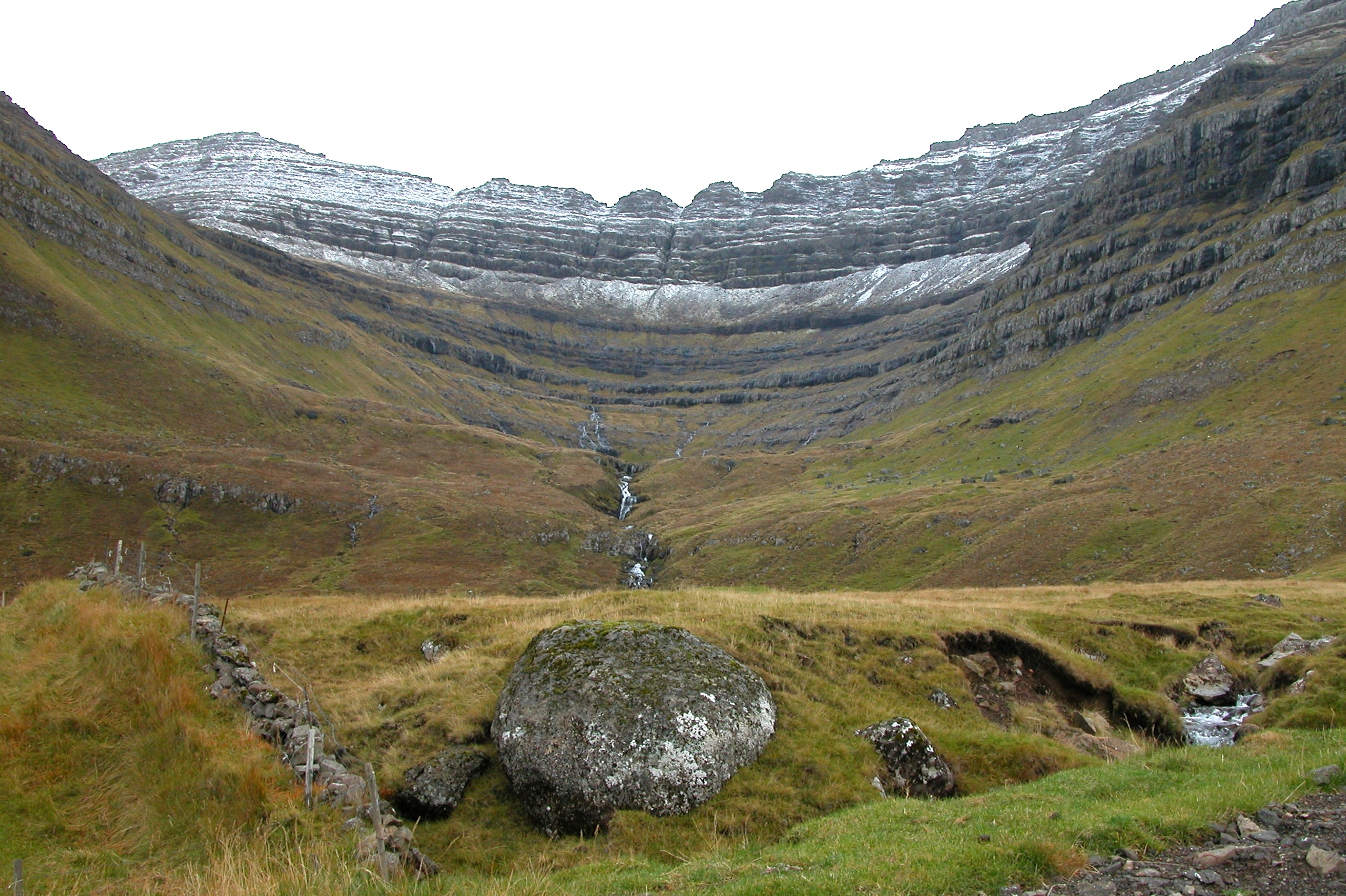
Gleccservájta völgy Kunoy szigetén

Feröer egy vulkáni eredetű szigetcsoport. Izlandhoz hasonlóan, a Grönlandtól Skóciáig húzódó vulkanikus, tenger alatti hátságon emelkedik. Egy 50-60 millió évvel ezelőtt kihunyt hatalmas rétegvulkán maradványa, amelyet gleccserek szabdaltak részekre. A szigetek domborzatát jég formálta, merész sziklagerincek és csúcsok, köztük széles, U alakú völgyek jellemzik. A szigeteket alkotó bazaltrétegek kelet felé lejtenek, a nyugati partokon gyakran több száz méter magas sziklafalakat találunk.

### Domborzat
A szigetcsoport 18 nagy szigetre tagolódik, amelyeket néhány kilométer, esetenként néhány száz méter széles tengerszorosok választanak el. A szigeteken kívül 11 holm és 750 sziklazátony tartozik Feröerhez. Területe összesen 1395,74 km². Kiterjedése észak–déli irányban az Enniberg-foktól Sumbiarsteinurig 118, kelet-nyugati irányban Mykineshólmurtól Fugloyig 78 kilométer.
Átlagos tengerszint feletti magassága 300 méter. Derült időben a legmagasabb csúcsról, az Eysturoy szigetén található Slættaratindurról (882 m) belátható a teljes szigetvilág. Az Enniberg-fok a maga 754 méteres magasságával a világ legmagasabb szirtfala, mely függőlegesen emelkedik a tenger fölé.
A szigetek partvonalának összhosszúsága 1289 kilométer, hosszú partvonaluk rendkívül tagolt; a szigetek egyetlen pontja sincsen 5 km-nél messzebb a tengertől.

### Vízrajz
Feröeren jelentős folyók vagy tavak nem találhatók, csak számos apró patak és kisebb állóvíz. Legnagyobb tava a Sørvágsvatn (3,6 km²).

### Éghajlat
Feröer óceáni éghajlata, mely a Golf-áramlatnak köszönhető, a földrajzi szélességéhez képest enyhe, csapadékos és rendkívül változékony. Gyakran egyik percről a másikra napsütésből esőbe megy át, de a különböző szigetek időjárása is teljesen eltérő lehet egy adott pillanatban. Tórshavnban az évi középhőmérséklet 6,6 °C (januárban 3 °C, júliusban 11 °C), az évi csapadékmennyiség eléri az 1500 mm-t. A kikötők egész évben jégmentesek, hó csak alkalmanként hullik és sohasem marad meg hosszú ideig.
A levegő általában tiszta, a délnyugati szél az uralkodó. A viharok és esőzések alkalmával elővigyázatosnak kell lenni, bár ezek ritkán jelentenek többnapos esőzéseket. Alkalomadtán a szigetcsoportot futó trópusi szélviharok is elérik, 1966-ban a Faith hurrikán 160 km/h-s sebességgel söpört végig Feröeren.
| Hónap                                      | Jan. | Feb. | Már. | Ápr. | Máj. | Jún. | Júl. | Aug. | Szep. | Okt. | Nov. | Dec. | Év   |
| ------------------------------------------ | ---- | ---- | ---- | ---- | ---- | ---- | ---- | ---- | ----- | ---- | ---- | ---- | ---- |
| Átlagos max. hőmérséklet (°C)              | 5,3  | 5,5  | 5,9  | 7,2  | 9,2  | 11,4 | 12,6 | 12,8 | 11,2  | 9,3  | 6,6  | 5,8  | 8,6  |
| Átlaghőmérséklet (°C)                      | 3,4  | 3,6  | 3,8  | 5,0  | 7,0  | 9,1  | 10,3 | 10,5 | 9,4   | 7,1  | 4,6  | 3,7  | 6,5  |
| Átlagos min. hőmérséklet (°C)              | 1,2  | 1,5  | 1,5  | 2,7  | 4,9  | 7,1  | 8,4  | 8,5  | 7,0   | 5,4  | 2,6  | 1,6  | 4,4  |
| Átl. csapadékmennyiség (mm)                | 133  | 95   | 132  | 88   | 70   | 61   | 70   | 83   | 128   | 155  | 127  | 142  | 1284 |
| Havi napsütéses órák száma                 | 14   | 36   | 71   | 107  | 124  | 125  | 111  | 97   | 79    | 48   | 20   | 7    | 839  |
| Forrás: Dán Meteorológiai Intézet (DMI.dk) |      |      |      |      |      |      |      |      |       |      |      |      |      |

### Élővilág, természetvédelem

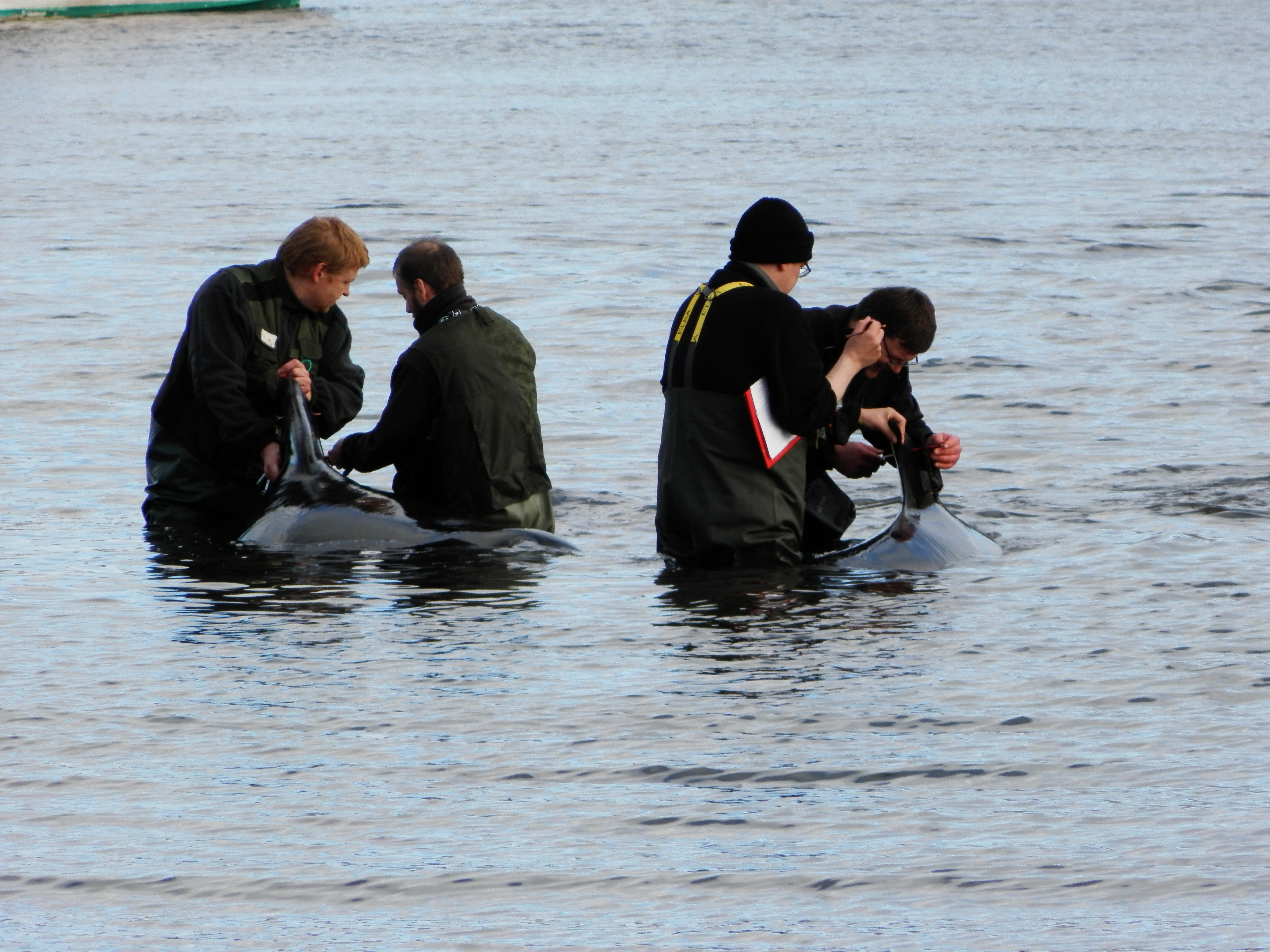
Hosszúszárnyú gömbölyűfejű-delfinek jelölése műholdas adóval, hogy a tudósok követhessék őket és tanulmányozhassák mozgásukat, Vágur, 2012.

A szigeteken nincsenek erdők, fák csak a településeken nőnek. Az aljnövényzet tundra jellegű, mohák, gombák, zuzmók, fűfélék alkotják. Védettebb völgyekben változatos virágos növények, köztük apró orchideák is élnek. Összesen mintegy 400 virág-, 350 moha-, és több mint 550 gombafaj él a szigeteken.
Őshonos szárazföldi emlős nem él a szigeteken, a juh, egér, patkány csak az emberekkel érkezett ide. A nyulat csak 1855-ben, vadászat céljára telepítették be. Kétéltűek, hüllők sem élnek itt.
Híres Feröer madárvilága: ornitológusok mintegy 367 fajt figyeltek meg, melyek közül 40 rendszeresen itt fészkel. Az ország nemzeti madara a csigaforgató. A madarak legnagyobb tömegét a puffinus (vészmadár) adja, de sok a lumma, kormorán és az északi sirályhojsza is. A szárazföldi madarak közül kevesebb faj található itt, de az 1940-es években megjelent a fecske is.
A szigetek tavaiban gyakori az angolna, a lazac, a pisztráng és a tüskés pikó. Fóka is él szigetek barlangjaiban.
Sok vitát vált ki a Feröeren ma is folyó cetvadászat, amelynek évente átlagosan 5-700 hosszúszárnyú gömbölyűfejű-delfin esik áldozatul.

## Történelem

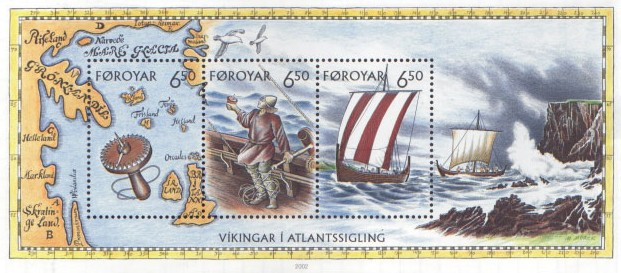
Bélyegblokk az észak-atlanti viking hajózásról

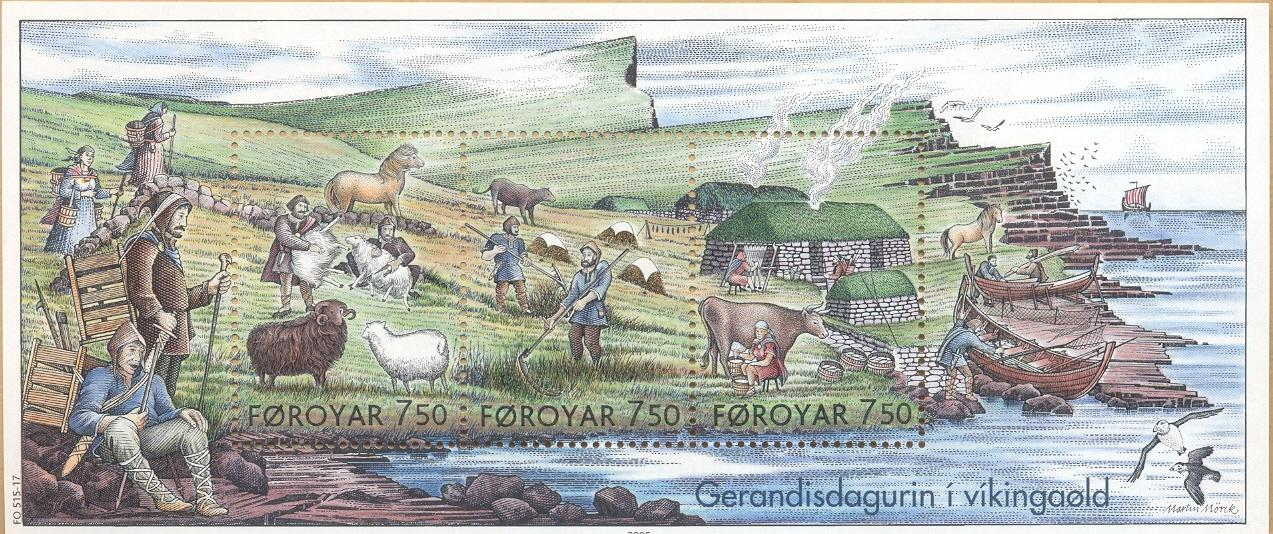
Mindennapi élet a viking korban

A legkorábban keletkezett szöveg, amely feltételezések szerint Feröer leírását tartalmazza, egy ír szerzetes, Dicuil „Liber de Mensura Orbis Terrae” (A világ felméréséről) című művében található, mely 825-ben keletkezett a Frank Királyságban. E szerint a szigetek első lakói ír szerzetesek voltak, akik a juhot és a zabot elvitték a szigetekre. Dicuil leírása alapján röviddel 700 után már élhettek szerzetesek a szigeten. Dicuil beszámolóját alátámasztják régészeti leletek (néhány egyszerű vésésű, kereszt alakú kőlap, például a Skúvoyban talált) és helynevek. A mykinesi tőzegrétegekből kinyert pollenminták vizsgálata ugyanakkor azt mutatja, hogy már 650 körül emberek éltek a szigeteken, és gabonaféléket termesztettek. Mivel Dicuil nem említi, hogy a szerzetesek előtt a sziget már lakott lett volna, feltehetőleg az időmeghatározása pontatlan.

### Viking kor
A Feröeriek sagája részben ellentmondásos információkat tartalmaz az első viking telepesekre vonatkozóan, de ma a viking honfoglalás általánosan elfogadott időpontjának 825 tekinthető . Grímur Kamban (akinek neve nem viking, hanem kelta eredetre utal) a korábbi feltételezések szerint nem közvetlenül Norvégiából, hanem a Hebridákról vagy Írországból érkezett Feröerre. A kelta kapcsolatra egyébként más hely- és családnevek is utalnak. A viking telepesek ír és skót szolgákat (vagy elrabolt nőket) is magukkal hoztak, így kelta népelemek is részesei lehettek a feröeri nép etnogenezisének (ugyanez történt Izland esetében is).
A honfoglalás időszakát követően volt egy második bevándorlási hullám, amely valószínűleg 885–890 körül érkezett a szigetekre. A telepesek többsége a nyugat-norvégiai Bergen környékéről származik. Feröer és a viking világ többi része élő kapcsolatban volt; az Izlandra tartó hajósok megálltak a szigeteken, de feröeri születésűek is vándoroltak Izlandra. A kereskedelmi kapcsolatok is szorosak voltak. A feröeri törvénykező gyűlés, az Althing valószínűleg 900 körültől kezdve ült össze a Tinganes félszigeten.
A 960-as évek vége felé Feröer egyik részén a suðuroyi Havgrímur uralkodott II. (Szürkeköpenyes) Harald norvég király hűbéreseként, míg a másik rész Haakon Jarl vazallusai, a Skúvoyon lakó Beinir és Brestir irányítása alatt állt. Utóbbiak unokatestvére volt Tróndur í Gøtu, a Feröeriek sagája egyik főhőse, akit – mint pogányt – a szerzetesek által írt műben negatív szereplőként tüntetnek fel.
969 körül Havgrímur konfliktusba keveredett Beinir és Brestir egyik rokonával, és mivel az Althing nem neki adott igazat, Tróndurral szövetkezve megtámadta a fivéreket; a harcban azonban ő is elesett. Tróndur az áldozatok árván maradt fiait, Sigmundur Brestissont és Tóri Beinirssont Norvégiába vitette, apáik birtokait pedig elfoglalta. Havgrímur fiát, Øssur Havgrímssont pedig örökbe fogadta, ezzel ő maradt Feröer egyetlen hatalmassága. Sigmundur és Tóri felkereste apáik hűbérurát, az időközben királlyá lett Haakon Jarlt, és a tőle kapott hajókkal 983-ban visszatértek Feröerre. Az időközben felnőtt Øssurt, aki Tróndurtól megkapta apja korábbi birtokait, a skúvoyi csatában megölték. Tróndur tűzszünetet kért, a közvetítésre felkért Haakon Jarl pedig a szigetek felét Sigmundurnak ítélte, a másik felét saját birtokába vette, de hűbérbirtokként szintén Sigmundurnak adta. Tróndur elfogadta a feltételeket, Øssur fiát, Leivur Øssurssont pedig apjához hasonlóan magához vette, hogy felnevelje gøtai házában.

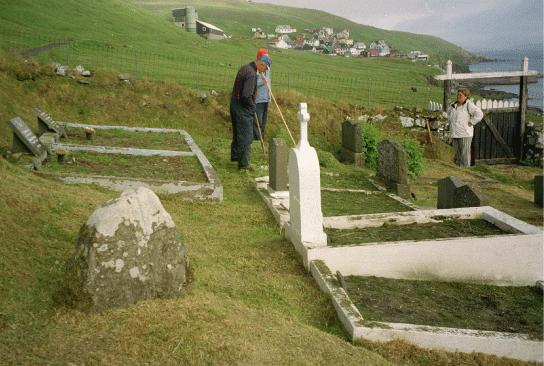
Sigmundur Brestisson sírja Skúvoy temetőjében

A viking honfoglalás kezdetétől a feröeriek a régi viking isteneket tisztelték. Olaf Tryggvasson, aki 994-ben megkeresztelkedett, 998-ban arra kérte Sigmundurt, hogy térítse keresztény hitre a feröerieket; cserébe kinevezte Feröer urává, és papokat adott mellé. Sigmundur az Althingnek a kereszténység felvételét javasolta, ez azonban nagy ellenállást váltott ki a Tróndur által befolyásolt parasztok körében. 999-ben végül erőszakosabb módszerekkel vitte sikerre a térítést. Néhány éven belül hivatalosan minden feröeri felvette a keresztséget, a tényleges áttérés azonban fokozatosan ment végbe a 11. század folyamán. II. (Szent) Olaf tudta a kereszténységet Norvégiában, valamint Feröeren és Izlandon is végérvényesen megszilárdítani – ezért ünneplik őt halála emléknapján, Ólavsøka ünnepén.
1005-ben Tróndur háromszor rátámadt Sigmundurra, aki ugyan el tudott menekülni, de végül Suðuroyon megölték. A harc után Tróndur és Leivur Øssursson maradtak Feröer egyedüli urai. 1010 körül végül Leivur elvette Sigmundur lányát, Tóra Sigmundsdóttirt, a két rivális család pedig kibékült. 1027-ben azonban Tórálvur Sigmundssont (Sigmundur legidősebb fiát) Tróndur három unokaöccse megölte. 1035-ben Leivur bosszút állt, és megölte a három fivért, az idős és beteg Tróndur pedig a rokonai elvesztése fölötti gyászba és fájdalomba halt bele.

### Középkor

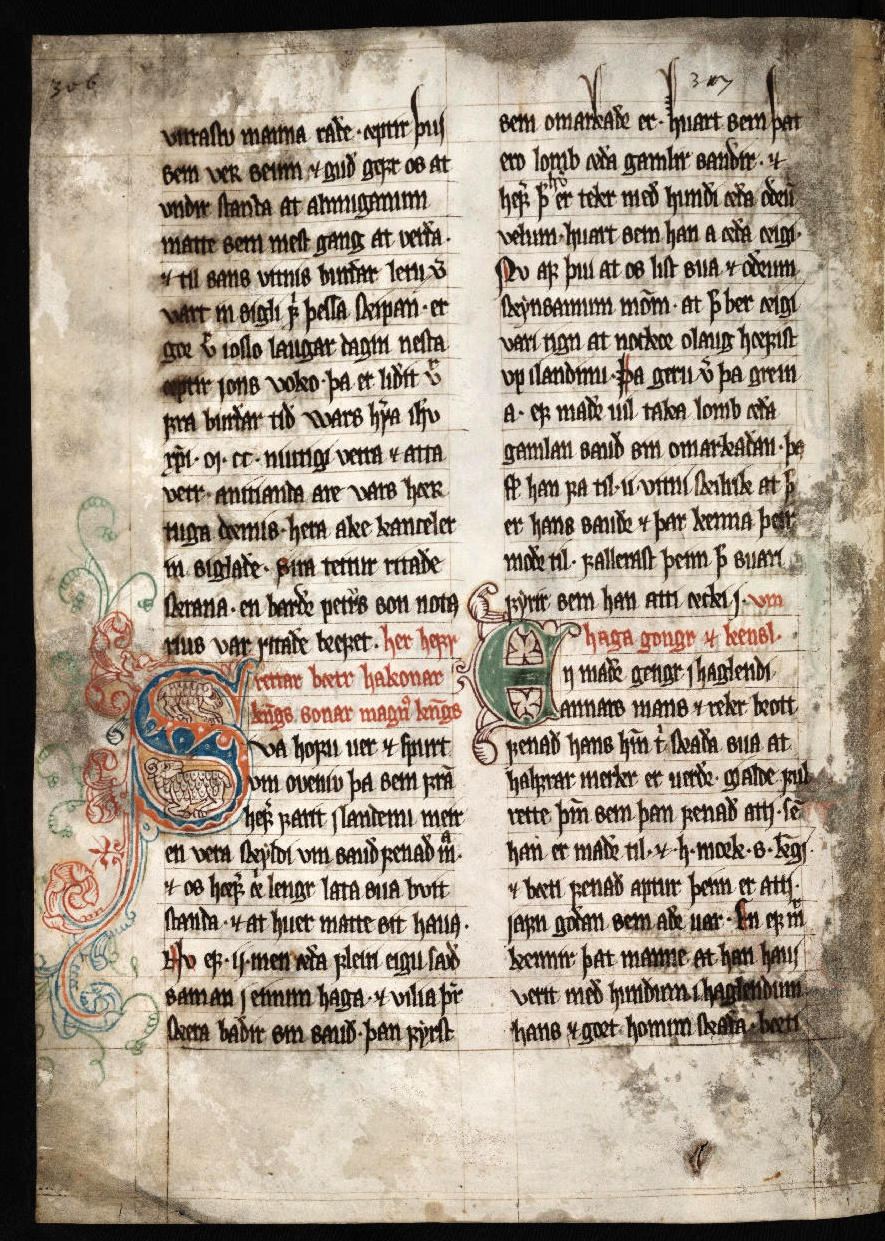
A Juhlevél első lapja

Feröer 1035-től kezdve politikailag Norvégiához tartozott. A 11. század végéig tartó korszakról keveset tudni azon kívül, hogy a helyi főnökök hatalma és Feröer viszonylagos önállósága fokozatosan csökkent, míg a norvég királyok befolyása erősödött. A korszak kereskedelmi kapcsolatairól tanúskodik a Sanduri érmekincs, amelyet valószínűleg 1070 és 1080 között rejtettek el.
1080 körül a Brémai érsekség püspökséget alapított Kirkjubøurban. A püspökség 1104-ben a Lundi érsekség, 1152-ben a Nidarosi érsekség irányítása alá került. 1110 táján Guðmundr püspök papképző iskolát alapított itt, ami a reformációig Feröer egyetlen iskolája maradt. Ebben az iskolában nevelkedett 1156-tól a későbbi norvég király, Sverre.
1271 körül VI. Magnus norvég király kiterjesztette a régi Gulatingslóg hatályát Feröerre, így a szigetek teljesen betagozódtak a norvég uralom alá: az Althing elvesztette törvényhozó funkcióját, és ebben az időben vezették be a norvég kereskedelmi monopóliumot is. 1298-ban kapták a feröeriek a II. Erik norvég királytól alaptörvényüket, a Juhlevelet, amely változtatásokkal 600 éven át érvényben maradt.
1300 körül kezdődött meg Erlendur püspök megbízásából a Magnus-dóm építését. Egyes vélekedések szerint a dómot sohasem fejezték be, míg más történészek szerint elkészült, és a reformáció után bontották le részben. Mindenesetre a romok ma is Feröer legfontosabb műemlékei közé tartoznak. A fekete halál 1349 körül érkezett meg Feröerre. Az akkori kb. 4000 fős népesség legalább fele, de egyes becslések szerint 80%-a áldozatul esett a pestisjárványnak.
1380-tól Feröer a dán–norvég perszonálunió révén Norvégiával együtt a dán korona fennhatósága alá került, jogilag azonban továbbra is Norvégia egyik megyéje maradt. 1400-ban az Althinget hivatalosan átnevezték Løgtingre. A feröeri vikingek és Skandinávia más vidékei közötti szoros kereskedelmi kapcsolatok a középkor végére gyakorlatilag megszűntek.

### Reformáció és kereskedelmi monopólium
A 16. század folyamán Feröernek kalózok ismétlődő támadásaival kellett szembenéznie. 1524-től egészen 1709-ig a dán királyok különböző hűbéruraknak adták át Feröert és a feröeri kereskedelmi monopóliumot, és Feröer teljesen ki volt szolgáltatva hűbérurai kénye-kedvének. A feröeriek többségének életkörülményei meglehetősen rosszak maradtak.
A reformáció 1538-ban érte el a szigeteket. Az utolsó katolikus püspököt letették, és 1539-ben protestáns püspökséget alapítottak. A püspöki székhely 1551-ig Kirkjubøurban maradt. Az egyházi nyelv szerepét a latin helyett a dán vette át. Az egyházi birtokokat a király államosította, és ún. királyi gazdáknak adták ki használatra, akik osztatlanul továbbörökíthették a használati jogot; ezzel a megoldással kezdetét vette egy helyi elit kialakulása. 1557-ben megszüntették a református püspökséget, és prépostságként a Bergeni püspökség alá rendelték.
1579–1583 között Magnus Heinason rendelkezett a kereskedelmi joggal; ő volt a történelem során az egyetlen feröeri, aki ezt elmondhatta magáról. Ő építette az első erődítményt, a Skansint Tórshavnban. Heinasont, aki híres kalandor volt, 1589-ben Koppenhágában kalózkodás vádjával lefejezték. 1655-ben III. Frigyes kamarását, Christoffer von Gabelt tette meg Feröer hűbérurává, aki 1662-ben a kereskedelmi monopóliumot is átvette. Feröer soha nem volt annyira kizsákmányolva és elnyomva, mint a Gabel-korszakban. 1709-ben végül felállították a Koppenhágából igazgatott Királyi Kereskedelmi Monopóliumot, amely 1856-ig fennmaradt. A feröeri nemzeti hős, Nólsoyar Páll, aki elszántan küzdött a kereskedelmi monopólium ellen, megépítette az első feröeri vitorláshajót, a Royndin Fríðát.

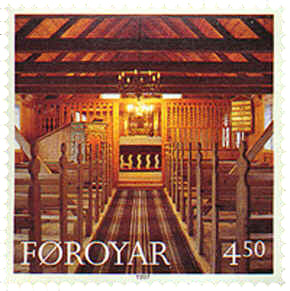
Az 1829-ben épült hvalvíki templom jellegzetes feröeri fatemplom: példáját még tucatnyi másik követte

Az 1814-es Kieli béke során a dán–norvég perszonálunió felbomlott, és a szigetek Dánia fennhatósága alatt maradtak. A Løgtinget 1816-ban feloszlatták, és Feröert Dánia egyik megyéjévé tették.
1836–1839 között a királyi monopólium újabb lerakatokat nyitott, ezzel alkalmazkodva a feröeri gazdaság és társadalom átalakulásához, melynek révén a súlypont az önellátó mezőgazdaságtól az exportképes halászat felé tolódott el. Jelentős újításokat vezettek be a halászatban, ami a termelékenység jelentős növekedéséhez vezetett. Újrakezdődött a szárított, sózott tőkehal előállítása, ami hamarosan jelentős exporttermékké nőtte ki magát. A mezőgazdaság tovább veszített gazdasági jelentőségéből.

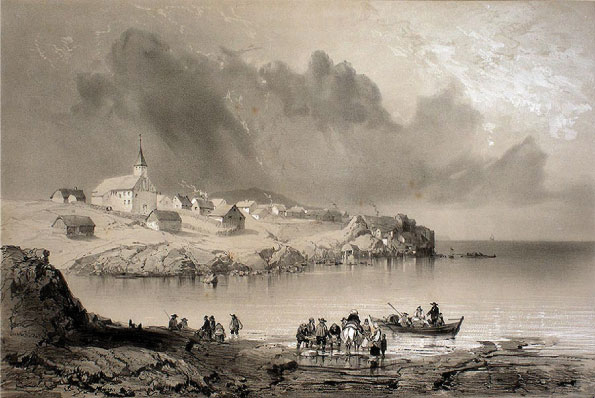
Tórshavn 1839-ben

1829 és 1847 között épültek fel a feröeri fatemplomok a szigetcsoport számos településén. Az első általános iskola 1845-ben nyílt meg.
Az 1849-es dán alkotmány a szigeteket betagozta a Dán Királyságba, és egy-egy képviselői helyet biztosított nekik a Folketingben és a Landstingben. 1852-ben tanácsadó testületként újjáalapították a Løgtinget. 1854-ben Venceslaus Ulricus Hammershaimb, az írott feröeri nyelv megteremtője kiadta az első feröeri nyelvtant.
1856-ban megszüntették a királyi kereskedelmi monopóliumot, és bevezették a szabad kereskedelmet. Ez a lépés jelentős mérföldkő azon az úton, amelyen Feröer egy feudális és állami dominanciájú agrártársadalomból egy dinamikus, a halászaton alapuló ipari társadalommá vált.

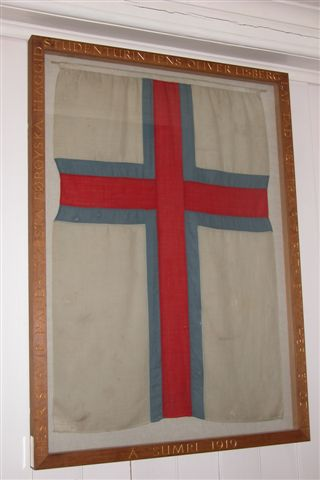
A feröeri zászló első példánya a fámjini templomban

### Nemzeti öntudatra ébredés
A 19. század vége számos áttörést hozott, melyeknek eredményeképpen a feröeri társadalom fő megélhetési forrásává a mezőgazdaság helyett a mélytengeri halászat vált.
1888. december 26-án gyűlést tartottak a parlament épületében (karácsonyi találkozó), ahol többek között a feröeri nyelv iskolai, egyházi és hivatali nyelvvé tételét követelték. Ezt követően a Föringafelag megalapításával létrejött a feröeri nemzeti mozgalom. 1899-ben megalapították a Feröeri Népfőiskolát, amely az írott feröeri nyelv és a nemzeti mozgalom terjedésének gócpontja lett. 1906-ban megalakultak az első pártok: a Sambandsflokkurin és a Sjálvstýrisflokkurin. 1919-ben két feröeri diák Koppenhágában megtervezte a feröeri zászlót. 1938-ban a feröeri nyelv a dánnal egyenrangú oktatási nyelv lett.
A német csapatok dániai bevonulása után, 1940. április 13-án Nagy-Britannia megszállta Feröert. A Dániától való öt évnyi elszigeteltség alatt a feröeriek tapasztalatokat gyűjthettek saját lehetőségeik irányításáról. A II. világháború alatt a feröeri hajók feröeri zászló alatt hajóztak. Ezek a tapasztalatok, valamint a háborús évek gazdasági fejlődéséből fakadó viszonylagos jólét minden addiginál jobban megerősítették a nagyobb fokú függetlenség utáni vágyat.
Az 1946. szeptember 14-én Feröer politikai helyzetéről megtartott népszavazáson a megjelentek szűk többsége a Dániától való elszakadást választotta, és a Løgting ki is kiáltotta a függetlenséget. Mivel a 66,4%-os részvételt alacsonynak tekintették, a dán kormány nem fogadta el az eredményt. Tárgyalások kezdődtek, melyek eredményeképpen 1948. április 1-jén életbe is léptették az autonómiatörvényt. A törvény értelmében Feröer autonóm közösség a Dán Királyságon belül. Ezzel Feröer minden belső kérdésben önkormányzatot kapott; a hivatalos nyelv a feröeri lett; a dán kormányzót pedig a dán koronát képviselő feröeri főbiztos váltotta fel.

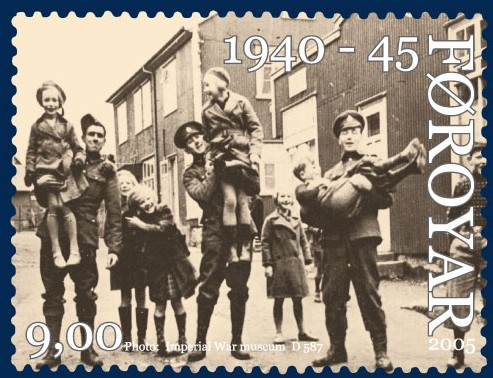
Baráti angol megszállás a II. világháború alatt

### A 20. század második fele
1968-ban Feröer – Dánia belépése révén – az EFTA tagja lett. 1970-ben az Északi Tanácsba is belépett. 1973-ban Dániával együtt elhagyta az EFTÁ-t, de nem követte az Európai Közösségekbe, félve a halászati ágazat korlátozásától.
Feröer gazdasága 1973–1989 között dinamikusan fejlődött, ami az életszínvonal emelkedésében is megmutatkozott, az infrastruktúra kiépítése és a halászflotta modernizálása azonban jelentős adósságterheket rótt a költségvetésre, és a halászattól való egyoldalú függőséget sem oldotta. A halászati ágazat gyenge eredményei az 1990-es évek elején komoly gazdasági válságot indítottak el. 1992–1993-ban több bank fizetésképtelenné vált, a munkanélküliség 1994-re 23%-os rekordmagasságba emelkedett. Az életszínvonal csökkenése jelentős (főként Dániába irányuló) kivándorláshoz vezetett. A gazdasági válság 1996-ig tartott, de a bankmentő alapnak nyújtott hitel miatt Feröer 1998-ig gyakorlatilag dán gondnokság alatt volt.
1998 decemberében aláírták a Feröer és az Európai Unió közötti szabadkereskedelmi megállapodást; Feröer gazdasága ebben az évben indult újra érezhető növekedésnek, és a vándorlási egyenleg is pozitívba fordult. 2002 decemberében átadták a szigetcsoport első tenger alatti alagútját, a Vágatunnilint Streymoy és Vágar között, kiváltva ezzel a kompközlekedést. Az első Eidesgaard-kormány jelentős eredménye volt a 2005. március 29-én aláírt Fámjini szerződés, amely külpolitikai téren is növelte Feröer autonómiáját.

## Államszervezet és közigazgatás

### Alkotmány, államforma

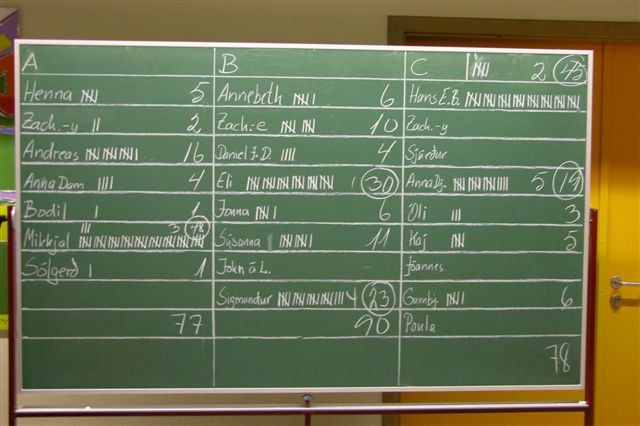
Szavazatszámlálás Porkeriben a 2004. novemberi helyhatósági választásokon

Az 1035-től kezdve norvég fennhatóság alatt levő szigetek a dán-norvég perszonálunió folytán 1380 óta politikailag Dániához kötődnek, és máig a Dán Királysághoz tartoznak. 1852-ben újjáalakították ezeréves parlamentjüket, a Løgtinget.
1948 óta Feröer széles körű autonómiát élvez a Dán Királyságon belül: saját zászlóval rendelkezik, valamint 2005 óta saját kül- és biztonságpolitikát is folytathat. Dániával ellentétben nem tagja az Európai Uniónak. A dán parlamentbe (Folketing) és az Északi Tanácsba két-két tagot delegál.
Az államfő a mindenkori dán uralkodó, kormányfő Aksel Vilhelmson Johannesen.

### Politikai pártok
A feröeri politikai élet szereplői alapvetően két tengely mentén határozhatók meg: az egyik a Dániához fűződő viszony, a másik a hagyományos jobb-bal felosztás. A négy nagy párt politikája ezen dimenziók mentén a következő:
- A Fólkaflokkurin konzervatív-liberális irányultságú és függetlenségpárti.
- A Javnaðarflokkurin szociáldemokrata álláspontot képvisel, és azt hangsúlyozza, hogy a feröeri hatóságok jogköreinek bővítését a Dán Királyság keretei között kell megoldani.
- A Tjóðveldi fő célja Feröer függetlensége, miközben alapvetően szociáldemokrata irányvonalat követ.
- A Sambandsflokkurin egy liberális párt, amely a jelenlegi alkotmányos rend fenntartását és a dán hatóságokkal való együttműködést támogatja.[35]

### Közigazgatási beosztás

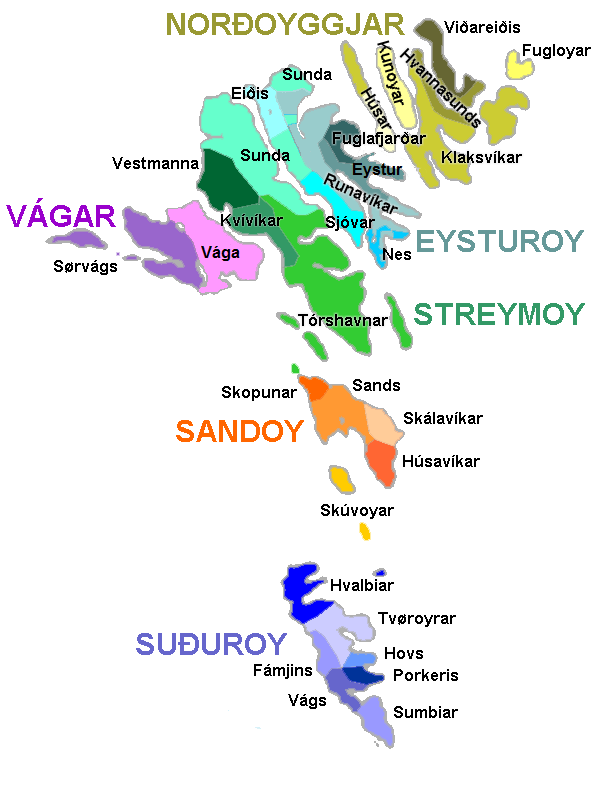
Feröer régiói és községei

Feröer közigazgatásilag 30 községre (kommuna, helyi önkormányzattal rendelkező közigazgatási egység) oszlik, melyekben mintegy 120 település található. Hagyományosan van hat földrajzi régió („sýslur”) is, amelyek ma már csak rendőrségi körzetek, de továbbra is élnek a köztudatban.
Választásokat három szinten tartanak: a községekben, Feröeren (a Løgting képviselőit) és Dániában (a Folketingbe két képviselőt delegál Feröer). 2007-ig hét választási körzet volt, melyek megegyeztek a régiókkal azzal a különbséggel, hogy Streymoy régió egy északi és egy déli körzetre oszlott – ezeket azonban összevonták, így ma egész Feröer egy választókörzetet alkot.

### Védelmi rendszer
Feröernek nincs saját hadserege, és lakosai nem tartoznak a dániai sorkötelezettség hatálya alá, de hivatásosként feröeriek is szolgálnak a dán hadseregben, többek között a királynő testőrségében is. A NATO radarállomást működtet Mjørkadalur közelében.

## Népesség
Feröer népessége 54 149 fő (2023. jan. 1.), ez az ország területére vetítve 34,9 fő/km²-es népsűrűséget jelent. A háztartások száma 17 694.

### Általános adatok
A lakosság 48%-a nő, 52%-a férfi. Jóllehet a nők a többi országhoz hasonlóan tovább élnek (a várható átlagos életkor a nők esetében 81,4, a férfiaknál 75,2 év), és így az idősebb korosztályokban többen vannak mint a férfiak, összességében (és főleg a 20-50 év közöttiek körében) jelentősen több a férfi, mint a nő. Ennek az az oka, hogy a nők nagyobb arányban költöznek külföldre (főként Dániába) tanulás és munka céljából, mivel a gépesítés a hagyományos mezőgazdasági és halfeldolgozási munkák csökkenéséhez vezet, és ezt nem ellensúlyozza a szolgáltatások és tudásalapú ágazatok munkahelyteremtése.
Az első jelentős népesség a viking bevándorlás folyamán jött létre a 9. században. A népesség 4000 fő körül ingadozott, és a 18. századig sosem lépte át az 5000 főt. 1349-1350-ben a népesség fele meghalt a pestisjárványban, amit egy újabb bevándorlási hullám ellensúlyozott. Csak a mélytengeri halászat megjelenésével (s így a küzdelmes mezőgazdaságtól való függetlenedéssel), illetve az egészségügy általános fejlődésével indult meg a népesség növekedése. A 18. század végétől kezdve a népesség 200 év alatt megtízszereződött. Az 1990-es évek elejének gazdasági válsága érezhető kivándorlást okozott, de azóta megint pozitívra fordult a nemzetközi vándorlás egyenlege.
Európa többi országához hasonlóan a születési arányszám itt is csökkent, de így is a legmagasabbak közé számít, és elegendő a természetes reprodukció biztosításához.

### Legnépesebb települések
Feröer legnépesebb települése a főváros, Tórshavn 14038 fős lakossággal. (A környező településeket is magában foglaló közigazgatási egység, Tórshavn község lakossága 20382 fő.) A 4997 lakosú Klaksvík a Norðoyar régió központja és az ország egyik legjelentősebb kikötővárosa. Hoyvík és Argir Tórshavn elővárosainak számítanak.

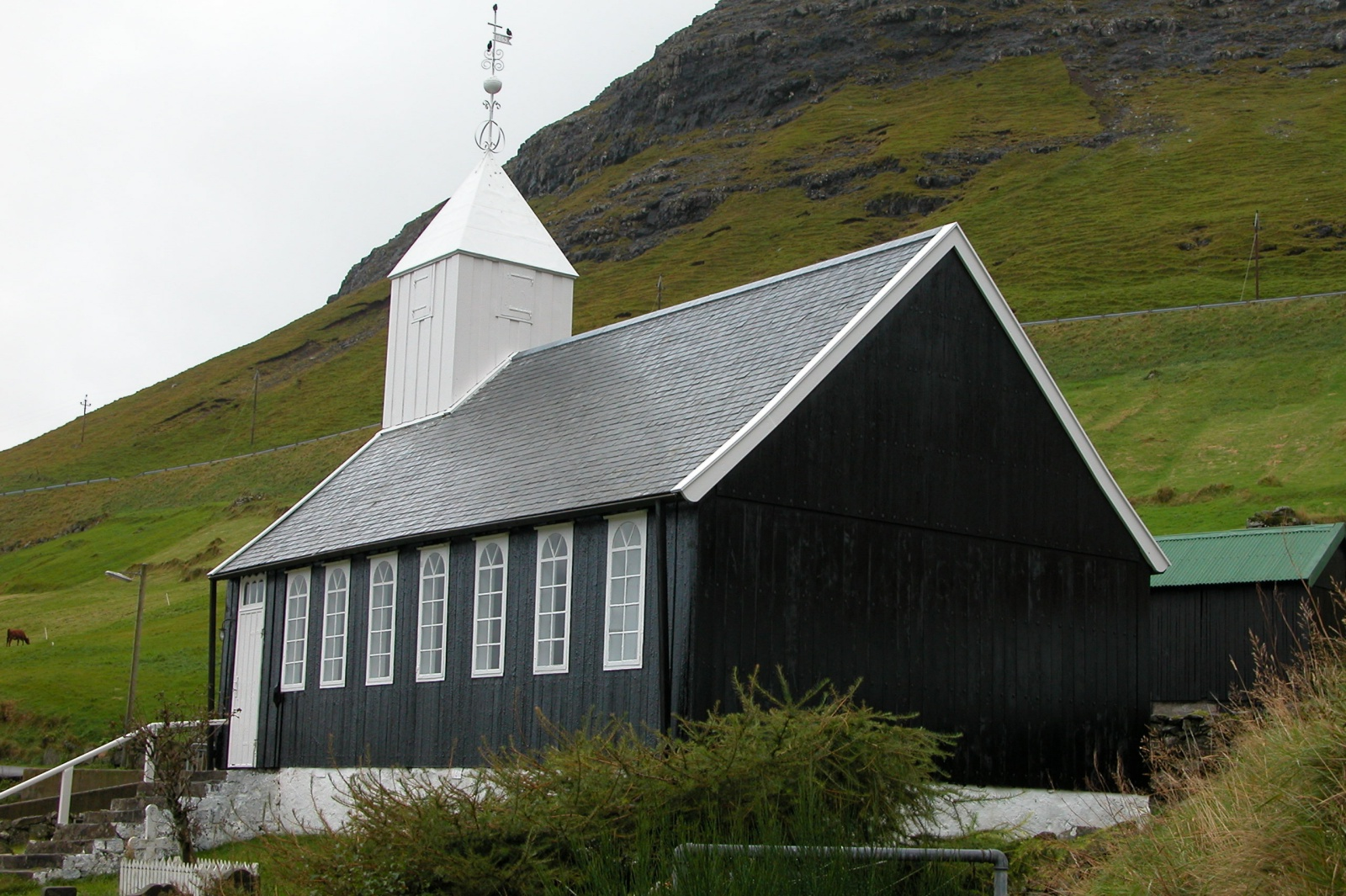
Bøur fatemploma

### Etnikai, nyelvi, vallási megoszlás
A lakosság 98%-a dán állampolgár, azaz feröeri (92%), dániai (6%) vagy grönlandi születésű. A külföldiek közül a legtöbben az izlandiak, a norvégok és a lengyelek vannak.
A feröeri a legkisebb germán nyelv. A 20. században az élet minden területén uralkodóvá vált, így a dán már inkább csak közvetítő nyelvként játszik szerepet.
Ma majdnem minden feröeri keresztény. 84%-uk az evangélikus Feröeri Népegyház és kb. 10–15% a testvérgyülekezetek tagja. A többiek az egyéb keresztény felekezetekhez tartoznak. Az első feröeri nyelvű bibliafordítás 1948-ban jelent meg.
A legismertebb templomok a Szent Olaf-templom és a Magnus-dóm Kirkjubøurban, valamint a Tórshavni dóm és a régi fatemplomok.

### Szociális rendszer
Az egészségügyi ellátás csúcsát a Tórshavni kórház jelenti. Ezen kívül még két kisebb kórház található az országban: a Klaksvíki kórház, valamint a Suðuroyi kórház Tvøroyriban.

## Gazdaság
Feröer gazdasága egyértelműen a halászat és halfeldolgozás dominanciáját mutatja. A legfontosabb foglalkozási ágak a halászat, az akvakultúra (főként lazac) és az idegenforgalom. A halászati termékeken kívül Feröeren csak néhány mezőgazdasági terméket (juh, burgonya stb.) és vízenergiát tudnak előállítani, minden mást importálni kell.
Az elmúlt években a gazdaság jól teljesített. A munkanélküliség 2008-ra rekordmélységbe, 1,3%-ra süllyedt, miközben az elmúlt évek gyors gazdasági növekedése (2007: 9,3%) fokozatosan lelassult (2008: 4,9%). A gazdasági világválság hatására a gazdaság 2009-re 2-3%-os recesszióba süllyedhet.

### Gazdasági ágazatok

#### Halászat és halfeldolgozás

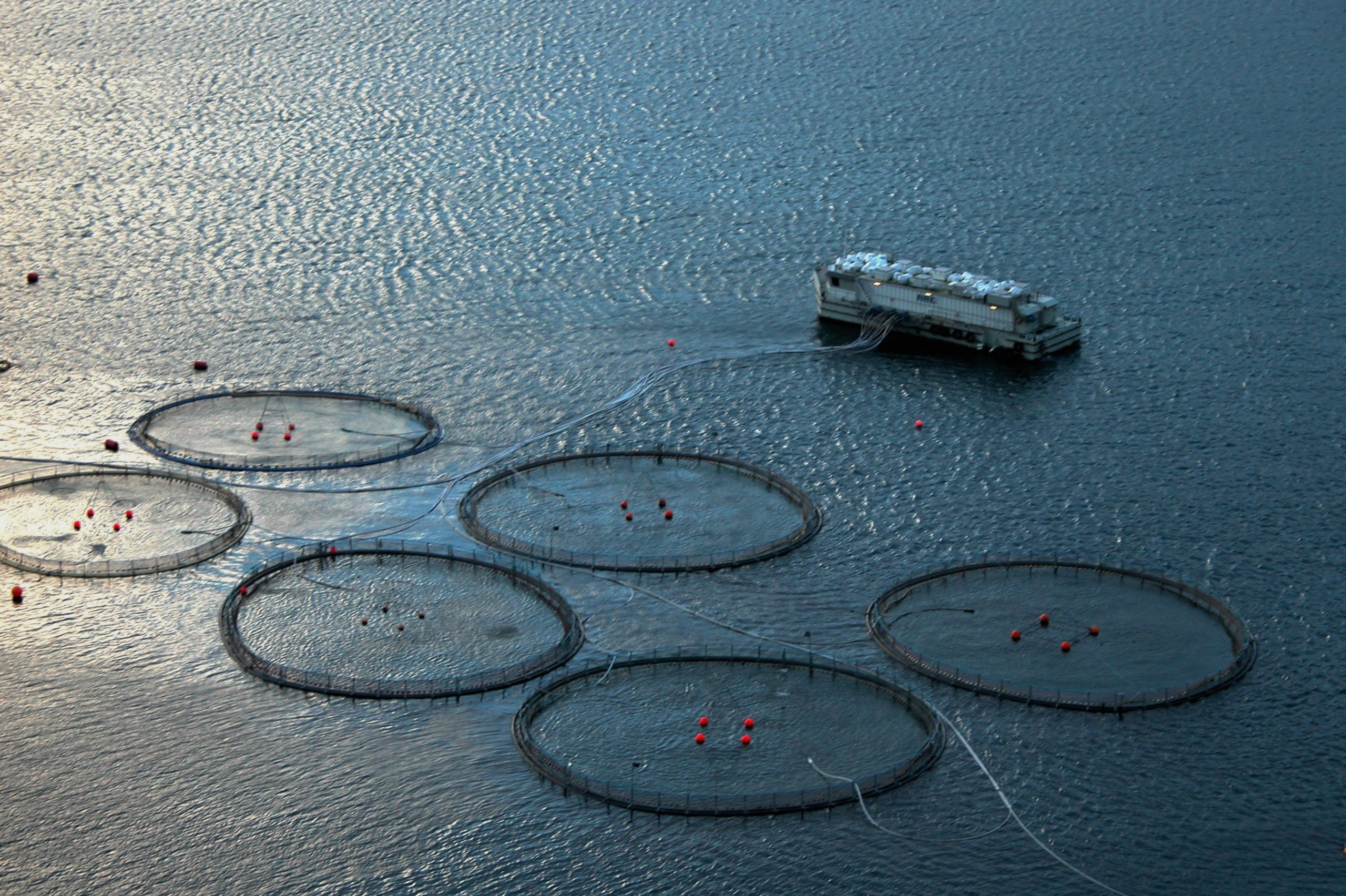
Halfarm Feröeren

A halászat hagyományosan az ország legjelentősebb exportorientált gazdasági ágazata, bár jelentősége fokozatosan mérséklődik. Az észak-atlanti térségben Feröer az ötödik legnagyobb halásznemzet, világszinten a 25. helyre tehető. 2005-ben a fogás 580 823 tonnát tett ki. Minden évben több, mint 100 000 tonna halterméket adnak el, 2005-ben ez 135 244 tonna volt, 1,15 milliárd korona értékben. Ennek jelentős része tőkehal, illetve lazac. Az egész országban találunk halfeldolgozó üzemeket. A halászflotta 158 darab 20 BRT feletti hajóból áll. A halászat és halfeldolgozás 3920 embert (a foglalkoztatottak mintegy 15%-át) foglalkoztat, és az export 95%-át (szolgáltatásokat is beleszámítva 82%-át) adja.
A mélytengeri halászaton kívül hagyományos partmenti halászatot is folytatnak. Sikeres ágazat az akvakultúra (főként pisztráng és lazac nevelése), amely jelentős mértékben részesedik az exportbevételekből: 2008 első 11 hónapjában a teljes exportbevétel 26%-át tette ki.
Sok vitát vált ki a Feröeren ma is folyó cetvadászat, amelynek évente átlagosan 5-700 hosszúszárnyú gömbölyűfejű-delfin esik áldozatul.

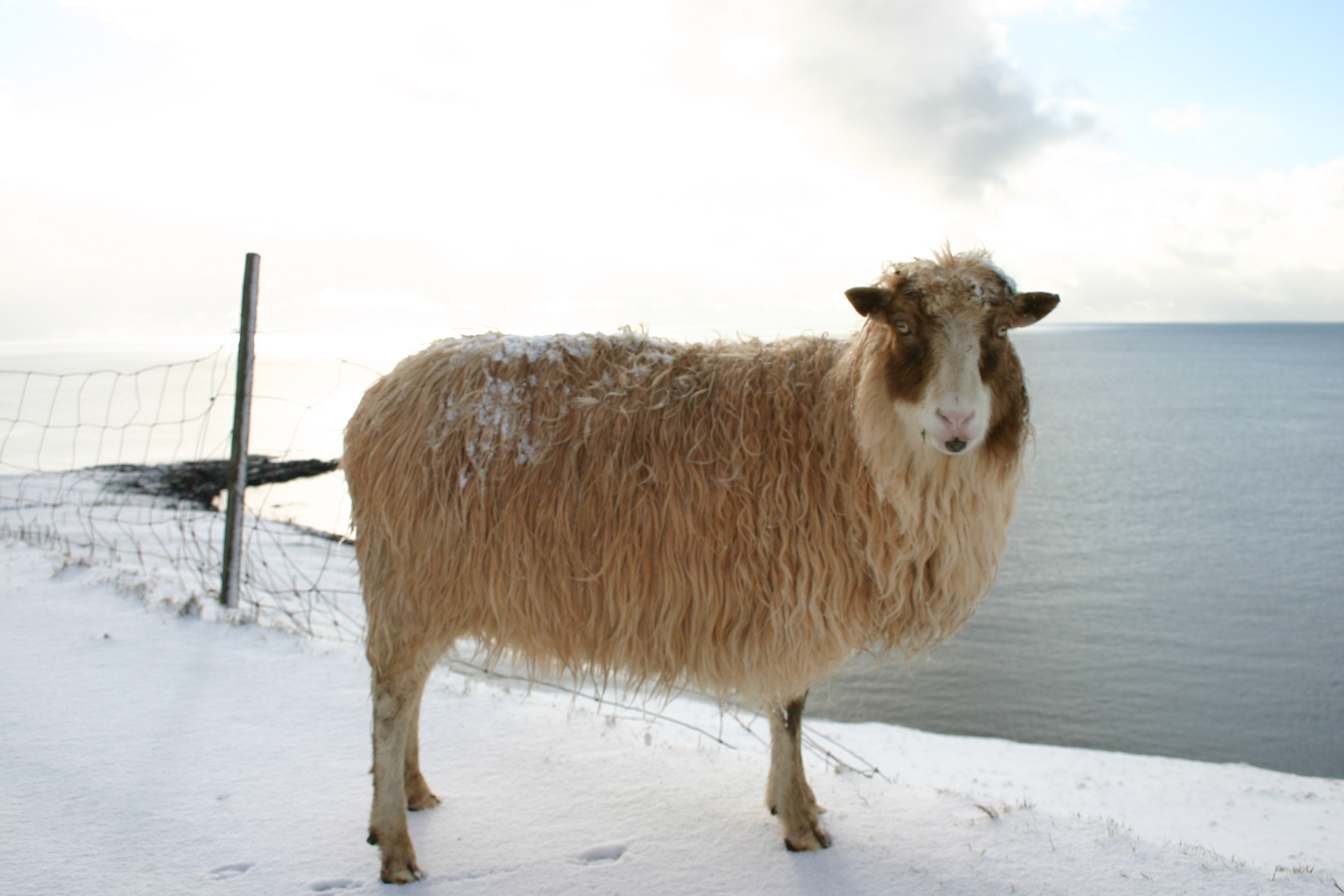
A juhtenyésztés hagyományos tevékenység

#### Mezőgazdaság
A hagyományos juhtenyésztés (mintegy 75 000 állat) a kivitelben alárendelt szerepet játszik, de a feröeri gyapjútermékek jó hírnévnek örvendenek. A bárányhúst szívesen fogyasztják a szigeteken, így a fogyasztás felét importból kell fedezni. A juhok mellett tehenet, baromfit, ludat tartanak, ennek megfelelően tejtermékeket és tojást is termelnek a hazai piacra.

#### Ipar
Az ipari tevékenység a halfeldolgozáson kívül a hajójavításra és a kézműiparra koncentrálódik. Az elektromos áramot hő- és vízerőművekben állítják elő. Nagy reményeket fűznek a feltételezett tenger alatti kőolajlelőhelyekhez.

#### Kereskedelem
A kivitel (8022 millió korona, 2016) 95%-át halászati termékek teszik ki. Emellett fontos még a hajójavítás. A fő célországok: Oroszország, Amerikai Egyesült Államok, Egyesült Királyság, Dánia, Kína, Németország. A behozatal (6592 millió korona, 2016) fő termékei a nyersanyagok, fogyasztói javak, hajók, gépek és berendezések. Fő importpartnerei: Dánia, Norvégia, Németország, Kína, Izland.
Fontos még megemlíteni az idegenforgalmat (a legtöbb vendég Dániából érkezik) és a bélyegkiadást (Postverk Føroya).

## Infrastruktúra

### Közlekedés

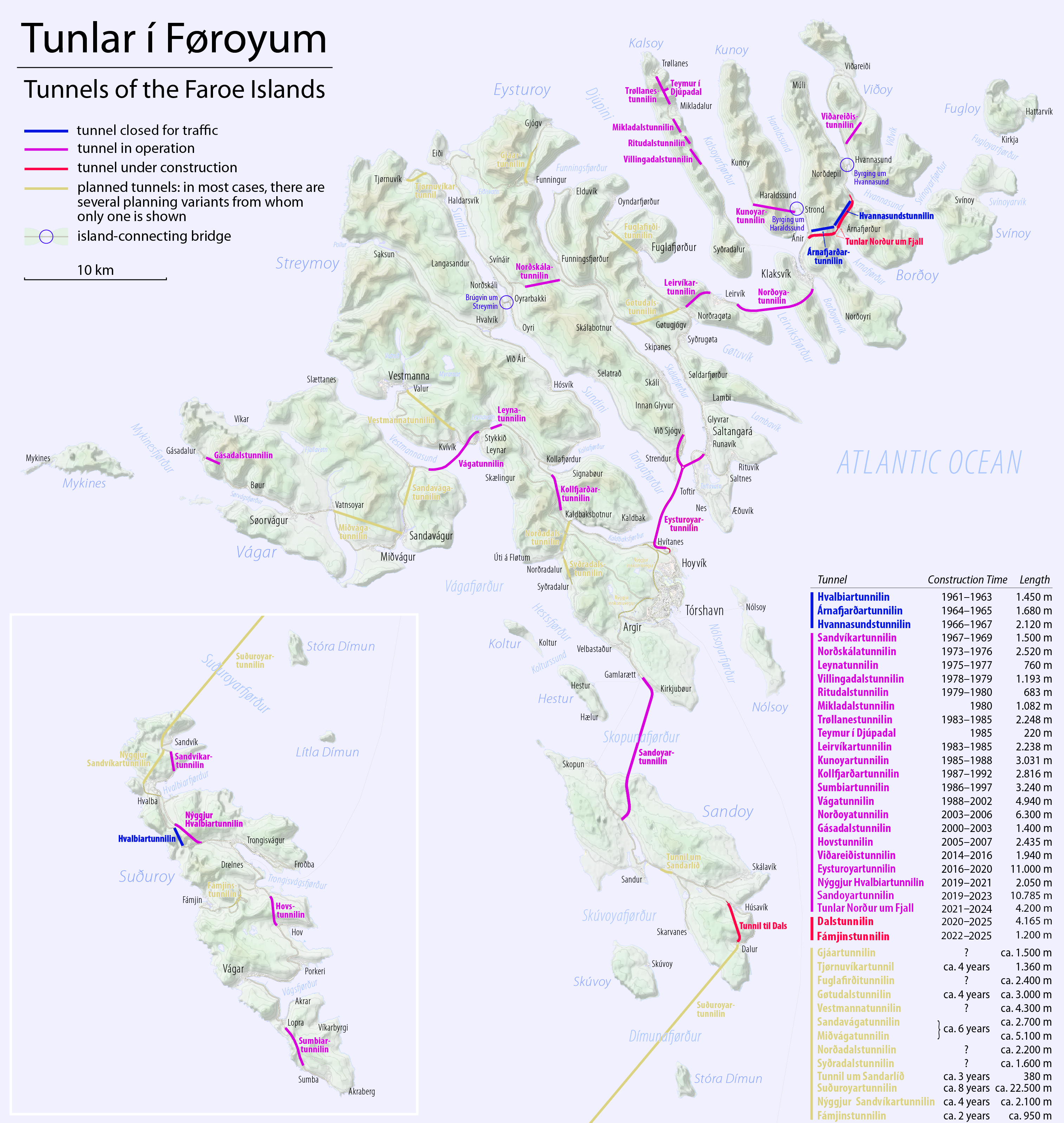
A meglévő és tervezett tengeri alagutak rendszere

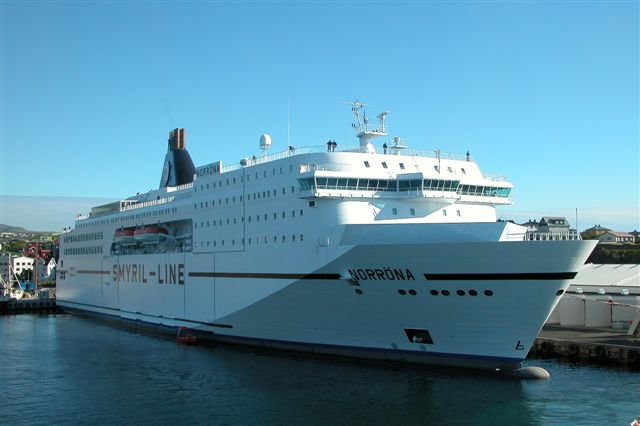
A Norröna autókomp Tórshavnban

Feröer legfontosabb közlekedési gócpontjai a Vágari repülőtér, illetve a tórshavni kikötő; ezen kívül négy kikötő található a szigeteken. A nemzeti légitársaság, az Atlantic Airways 9 külföldi célállomáson kívül belföldi helikopterjáratokat is indít, a Norröna nevű autókomp pedig több külföldi kikötővel teremt kapcsolatot.
Közutak hossza: 463 km. Az úthálózat csaknem teljesen aszfaltozott. A három legnagyobb és további három viszonylag nagy sziget (melyeken összesen a lakosság 80%-a él) között tenger alatti alagutak, hidak és töltések biztosítanak szárazföldi összeköttetést, további két nagy szigetet korszerű kompok kapcsolnak be a hálózatba. A közúthálózathoz minden település csatlakozik, kivéve azt a hét apró szigetet, ahol csak egy-egy település található.

### Közművek
A villamos energia előállítását és elosztását a feröeri elektromos művek, a SEV felügyeli. 2016-ban az elektromos energia 33,5%-át vízerőműben, 50,1%-át hőerőműben, 16,4%-át szélerőműben állították elő. A szélenergia aránya folyamatosan növekszik, 1995-ben még csak 0,3%, 2005-ben már 4,8% volt.

## Kultúra

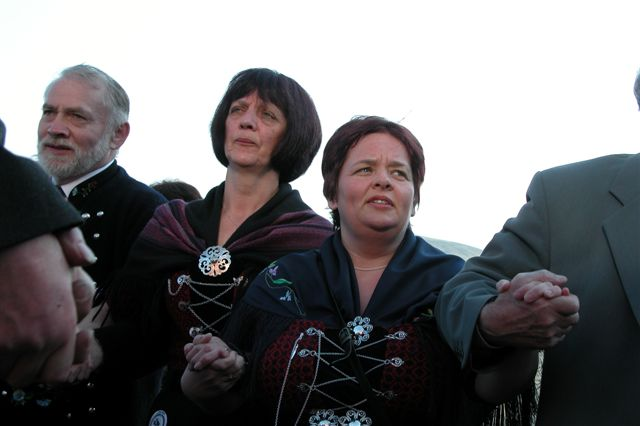
Feröeri lánctánc

### Oktatási rendszer
A feröeri oktatási rendszer az 1990-es évek elején számos változáson ment át, és ma egy korszerű rendszernek számít. Az oktatási kínálat nagyjából megegyezik a Dániában elérhetővel. Az oktatási rendszer felügyelete az Oktatási és Kulturális Minisztérium (Mentamálaráðið) hatáskörébe tartozik.
A napközi gyermekfelügyelet községi kompetencia. A tankötelezettség a 7 és 16 év közöttiekre vonatkozik. A kilencosztályos általános iskola (Fólkaskulin) 1998 óta kötelező. A feröeri oktatáspolitika egyik alapvetése, hogy minden gyerek a saját településén járhasson általános iskolába; a gyerekek 8. osztálytól kerülnek összevont körzeti iskolákba. Az oktatás nyelve a feröeri; a dán nyelv oktatása a 3., az angolé az 5. osztályban kezdődik. A középfokú oktatást gimnázium, valamint üzleti, műszaki, halászati, egészségügyi és tengerészeti szakközépiskolák biztosítják.
A felsőfokú oktatást hajógépészeti, tengerészeti, tanítóképző, üzleti és egészségügyi főiskolák mellett a Feröeri Egyetem (Tórshavn) képviseli. A Feröeri Egyetem a feröeri nyelv és irodalom mellett természet-, történelem- és társadalomtudományokat is oktat. A Feröeri Népfőiskola az ország történelmében éppoly fontos szerepet játszott, mint a lakosság mai hétköznapjaiban.

### Kulturális intézmények
Feröer kulturális központja Tórshavn, a főváros. Ezen belül is fontos megemlíteni az Észak Házát, az ország legfontosabb rendezvényközpontját.
A feröeri művészet legátfogóbb gyűjteményének a Listasavn Føroya (Feröeri Művészeti Múzeum) ad otthont.

### Művészetek
A klasszikus zenét egy szimfonikus zenekar és egy ismert kórus mellett Feröer zeneszerzői alakítják, akik gyakran merítenek ihletet a balladakincsből.
A feröeri könnyűzene legismertebb képviselője a Týr nevű folk-metal illetve viking metal zenét játszó zenekar. Dalaik az angol mellett feröeri nyelven szólalnak meg, és a szövegek tematikájának alapját a skandináv mitológia képezi, melyek Feröer szigetén sokkal jobban megőrződtek, mint bárhol máshol. Ezenkívül a feröeri népzene dallamvilága is alapot szolgáltat a zenekar egyedi stílusához. Nyaranta népszerű könnyűzenei fesztiválokat tartanak, a legjelentősebb a G! Festival. A feröeri zenei élet számos fiatal tehetséggel büszkélkedhet.
A feröeri irodalom V. U. Hammershaimbnak köszönheti születését, aki megalkotta a feröeri írásos nyelvet. A nemzetközileg legismertebb feröeri író William Heinesen, aki egyébként dánul írt. Az első író, aki feröeri nyelven írt, és számos világnyelvre lefordították, az ő barátja volt, Heðin Brú. A magyar közönség számára Heinesen egyik regénye hozzáférhető Elkárhozott muzsikusok címmel.

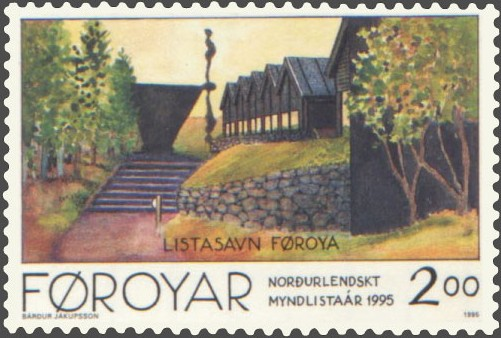
Listasavn Føroya (Feröeri Művészeti Múzeum)

A feröeri képzőművészet csak a 20. század elején alakult ki, a nemzeti öntudatra ébredés éveiben. A legjelentősebb feröeri festő és „a feröeri festészet atyja” Sámal Joensen-Mikines (1906-1979). Fontos megemlíteni az önarcképeiről ismert Ruth Smitht és Ingálvur av Reynit, akinek műveit a koppenhágai Statens Museum for Kunst is kiállítja.

### Hagyományok, néprajz
A feröeri lánctánc és a hozzá tartozó régi balladák egész Európában egyedülálló értéket képviselnek: egyetlen más nép sem tudott középkori szokásokat ennyire élő formában megőrizni. A lánctánc nem csak a népi hagyományok bemutatása, hanem napjainkban is a mindennapi élet szerves része.

### Konyhaművészet
A feröeri konyha legfontosabb alapanyagai a birkahús, a hal és a burgonya. A zöldségek és gyümölcsök szinte teljesen hiányoznak a hagyományos ételekből.
A legnépszerűbb ételek egyike a szárított és hosszú ideig érlelt birkahús, a skerpikjøt. A szárítópajta (hjallur) számos feröeri otthon részét képezi. További hagyományos ínyencségek a félig szárított és érlelt birkahús (ræst kjøt), a félig szárított és érlelt hal (ræstur fiskur), a szárított hal (turrur fiskur), illetve a cethús bálnazsírral (grind og spik). A friss hal is fontos szerepet játszik a táplálkozásban, akárcsak a tengeri madarak.
Feröer legrégibb sörfőzdéjét, a klaksvíki Föroya Bjórt 1888-ban alapították. A hazai igények kielégítése mellett Izlandra és Dániába is exportálnak. A sörök mellett népszerűek az égetett szeszesitalok (snaps) is, ezeknek az előállítását azonban törvény tiltja Feröeren, így importból szerzik be őket.

## Sport

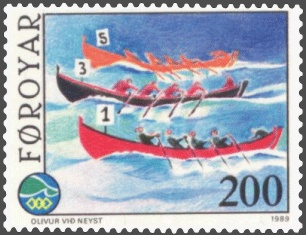
Evezős verseny

Több mint 13 000 feröeri sportol aktívan egyesületben. A labdarúgás és az evezés mellett főként a teremsportok örvendenek nagy népszerűségnek, mindenekelőtt a kézilabda, a röplabda és az úszás. Feröer törekszik a NOB tagság elnyerésére, de egyelőre még csak paralimpiákon indulhat.
Feröer nemzeti sportja az evezés hagyományos feröeri csónakkal. Az év fénypontja az Ólavsøka ünnepén megrendezett regatta, ahol országos bajnokokat is hirdetnek.
A szigetek első labdarúgócsapata 1892-ben alakult. Feröer 1988 óta az UEFA és a FIFA tagja. A Feröeri labdarúgó-válogatott világ- vagy Európa-bajnokságra még nem jutott ki, de a Szigetjátékokon 1989-ben és 1991-ben aranyérmesek lettek. Minden nagyobb település rendelkezik futballpályával.
Feröer úszónői 1988 óta vannak jelen a paralimpiai játékokon, és azóta számos érmet szereztek. 2000-ben Sydneyben négy érmet nyert Heidi Andreasen, akit 2002-ben a világon az év fogyatékkal élő sportolójának választottak. A feröeri úszósport nagy reménysége Pál Joensen, aki a 2008-as belgrádi ifjúsági úszó Európa-bajnokságon három aranyérmet nyert. A 2010-es budapesti felnőtt Eb-n szerzett ezüstérme minden idők legnagyobb feröeri sportsikere volt.

## Ünnepek
Feröer nemzeti ünnepe az Ólavsøka. Ezen kívül számos más munkaszüneti nap van, ezek közül némelyik csak fél napos munkaszünet. Ha egy munkaszüneti nap hétvégére esik, nem pótolják más időpontban a munkaszünetet.
| Időpont      | Elnevezés                       | Feröeri név              | Megjegyzés                     |
| ------------ | ------------------------------- | ------------------------ | ------------------------------ |
| Január 1.    | Újév                            | Nýggjársdagur            |                                |
| változó      | Nagycsütörtök                   | Skírisdagur              |                                |
| változó      | Nagypéntek                      | Langifríggjadagur        |                                |
| változó      | Húsvét                          | Páskir                   |                                |
| változó      | Húsvéthétfő                     | 2. páskadagur            |                                |
| változó      | Imádság napja                   | Dýri biðidagur           | húsvét utáni negyedik péntek   |
| Április 25.  | A zászló napja                  | Flaggdagur               | félnapos munkaszünet (délután) |
| változó      | Mennybemenetel                  | Kristi himmalferðardagur | húsvét utáni 40. nap           |
| változó      | Pünkösd                         | Hvítusunnudagur          |                                |
| változó      | Pünkösdhétfő                    | 2. hvítusunnudagur       |                                |
| Június 5.    | Az Alkotmány napja              | Grundlógardagur          | félnapos munkaszünet (délután) |
| Július 28.   | Szent Olaf-nap előestéje        | Ólavsøkuaftan            | félnapos munkaszünet (délután) |
| Július 29.   | Szent Olaf napja, nemzeti ünnep | Ólavsøka/Ólavsøkudagur   |                                |
| December 24. | Szenteste                       | Jólaaftan                |                                |
| December 25. | Karácsony                       | Jóladagur                |                                |
| December 26. | Karácsony másnapja              | 2. jóladagur             |                                |
| December 31. | Szilveszter                     | Nýggjársaftan            |                                |

### Hivatalos
- Feröer Archiválva 2017. augusztus 10-i dátummal a Wayback Machine-ben, a Dán Királyság oldalai (angol)
- Feröeri kormány (feröeri, angol)
- Feröeri Nemzeti Bank Archiválva 2006. október 3-i dátummal a Wayback Machine-ben (feröeri, angol)
- Feröeri Statisztikai Hivatal (feröeri, angol)
- Idegenforgalmi oldal (feröeri, angol)
- Kortal térinformatika (feröeri, dán, angol)

### Általános
- Faroeislands.dk - Jón Fossá személyes Feröer-honlapja – részletes leírás és fotók minden egyes településről (angol, dán, olasz)
- Filatéliai oldal, Posta (feröeri, dán, angol, német, francia, spanyol, kínai)
- Minden feröeri település és településrész fekvése – minden elképzelhető írásmódot figyelembe véve
- Webkamerák, portal.fo (feröeri)
- Posta Ákos István: Ismeretlen európai miniállam - A Feröer-szigetek Archiválva 2007. május 24-i dátummal a Wayback Machine-ben

### Képek
- Faroephoto – Ólavur Frederiksen feröeri fotós albuma (angol)
- Flickr, Erik Christensen albuma (angol)
- SlideArt - Feröer-képek – Sven Strumann fotós albuma
- Faroe-Islands.de Archiválva 2006. szeptember 3-i dátummal a Wayback Machine-ben – három fotóalbum (német)

### Videó
- Béres Dániel, Andits Petra. (2000). Észak-Atlanti vacsora. Magyarország: Goldfish Produkció Kft..